# 333059 Audi
333059 Audi è un asteroide della fascia principale. Scoperto nel 2006, presenta un'orbita caratterizzata da un semiasse maggiore pari a 2,387234 UA e da un'eccentricità di 0,190778, inclinata di 1,045204° rispetto all'eclittica.